# Jaume Llaverola i Vidal
Jaume Llaverola i Vidal (Igualada, 31 de juliol de 1975) és un porter professional d'hoquei sobre patins català. Format a l'Igualada HC, ha jugat al FC Barcelona, a l'HC Piera, al CH Lloret i al HC Liceo i ha estat considerat un dels millors porters de la història. Fou porter de la selecció espanyola d'hoquei. L'any 2004 optà, juntament amb David Cáceres, per abandonar la selecció espanyola i continuà jugant a la selecció catalana fins al 2010. Ha estat durant 11 anys porter de la Selecció catalana d'hoquei patins amb la qual guanyà una Copa Amèrica i tres Golden Cups. Amb la selecció catalana fou escollit millor porter de la Copa Amèrica d'hoquei patins masculina 2008.

## Trajectòria
Jaume Llaverola començà a jugar al Ramon Castelltort, a Igualada, la seva ciutat natal. Escollí ser porter, ja que de petit era obès i no sabia patinar. El Sr. Subirana el va fitxar per l'Igualada HC després de veure'l jugar amb els seus germans. Amb l'Igualada HC va aprendre i va anar pujant de categories i fou porter suplent de Carles Folguera.
La temporada 1993-1994 formà part de la Secció d'hoquei patins del Futbol Club Barcelona. Jugà el primer partit de lliga, però fou suplent durant tota la temporada, excepte en els dos partits finals de play-off en què fou la figura de l'equip. La temporada 1994-1995 jugà a l'Hoquei Club Piera fent una bona campanya, i el juny de 1995 fitxà per l'Igualada HC, per substituir la baixa de Carles Folguera. Jugà a l'Igualada HC fins a la temporada 2003-2004, essent el club on va aconseguir els èxits més importants de la seva carrera professional, incloent-hi 4 Copes d'Europa, 3 Supercopes d'Europa i 2 Lligues espanyoles, i on va arribar a ser capità. Malgrat això, el club va decidir donar-li la carta de llibertat el juny del 2004. Mesos abans Llaverola havia demanat la baixa per problemes extraesportius, però el club la hi havia negat. Abans de començar els play-offs pel títol, la directiva va fer marxa enrere i li va anunciar que li concediria la baixa a final de temporada, cosa que llavors ell ja no volia.
Després de jugar una temporada al Club Hoquei Lloret (2004-2005) fitxà pel Hockey Club Liceo de la Corunya, club on jugà entre 2005 i 2010, guanyant la Copa de la CERS de l'any 2010. Una de les condicions posades per signar pel Liceo va ser que si la selecció catalana el cridés, el club gallec es comprometria a no posar impediments a la seva participació. Al final de la temporada 2009-2010 optà per no renovar pel Liceo i signà de nou com a porter de l'Igualada HC, el club de la seva ciutat natal. Després d'una temporada al club de l'Anoia, fitxà la temporada 2011-2012 pel Blanes HC. El 2014 fitxà pel Girona CH, club amb el qual complí els 46 anys en la seva octava temporada al club. Durant el seu pas pel club igualadí manifestà interès a seguir sempre vinculat al món de l'hoquei d'alguna manera, i es veia sent entrenador un cop es retirés com a jugador. El 7 de maig de 2014 comunicà que la següent temporada jugaria al Girona CH amb l'objectiu de fer-lo pujar de categoria, ja que en aquell moment disputava partits a Primera Catalana, dues lligues per sota de la màxima categoria. El 30 de juny de 2022 el club gironí anuncià la seva renovació per a una temporada més, amb 47 anys d'edat, 30 a l'elit estatal i 8 com a porter del club.

## Palmarès

### Igualada HC
- 4 Copes d'Europa (1992-93, 1995-96, 1997-98 i 1998-99)[11]
- 3 Supercopes d'Europa / Copes Continentals (1995-96, 1998-99 i 1999-00)
- 2 Lligues catalanes (1992-93, 1998-99)
- 1 OK Lliga / Lliga espanyola (1996-97)
- 1 Copa del Rei / Copa espanyola (1993)

### FC Barcelona
- 1 Copa del Rei / Copa espanyola (1994)

### HC Liceo
- 1 Copa de la CERS (2009-10)[11]

### Selecció catalana
- 1 Copa Amèrica (2010)[11]
- 3 Golden Cups (2008, 2009 i 2010)

### Selecció espanyola
- 1 Copa de les Nacions (1999)